# Ferslev Kirke (Frederikssund Kommune)
 For alternative betydninger, se Ferslev Kirke. (Se også artikler, som begynder med Ferslev Kirke)
Ferslev Kirke ligger i landsbyen Ferslev ca. 13 km SV for Frederikssund (Region Hovedstaden).

## Eksterne kilder og henvisninger
- Ferslev Kirke Arkiveret 19. september 2015 hos  Wayback Machine på KortTilKirken.dk
- Ferslev Kirke Arkiveret 17. oktober 2014 hos  Wayback Machine hos danmarkskirker.natmus.dk (Danmarks Kirker, Nationalmuseet)